# Kinsley (Kansas)
Kinsley é uma cidade localizada no estado americano de Kansas, no Condado de Edwards.

## Demografia
Segundo o censo americano de 2000, a sua população era de 1658 habitantes.
Em 2006, foi estimada uma população de 1476, um decréscimo de 182 (-11.0%).

## Geografia
De acordo com o United States Census Bureau tem uma área de
3,4 km², dos quais 3,4 km² cobertos por terra e 0,0 km² cobertos por água. Kinsley localiza-se a aproximadamente 678 m acima do nível do mar.

## Localidades na vizinhança
O diagrama seguinte representa as localidades num raio de 32 km ao redor de Kinsley.